# Henri Kirpach
Henri Kirpach, né le 2 mars 1841 à Mamer et mort le 25 avril 1911 à Luxembourg-Ville, est un avocat, magistrat et homme politique luxembourgeois. 

## Biographie

### Études et formations
Après avoir suivi des études aux universités d'Heidelberg et de Paris où il obtient un doctorat, il s'établit comme avocat au barreau de Luxembourg.

### Carrière politique
À la suite des élections législatives du 8 juin 1875, à l'âge de 34 ans, Henri Kirpach fait son entrée à la Chambre des députés pour le canton de Capellen. Son frère, Théodore Kirpach (1847-1893), lui succède à partir de 1878. 
Du 6 août 1878 au 9 janvier 1910, Henri Kirpach est Directeur général de l'Intérieur — soit l'équivalent de ministre de nos jours — au sein des gouvernements dirigés par Félix de Blochausen, Édouard Thilges et Paul Eyschen. Dans l'exercice de ses fonctions, il est à l'origine de la Loi du 20 avril 1881 concernant l'enseignement obligatoire.
À la suite de sa émission du gouvernement, Henri Kirpach est nommé conseiller d'État le 9 janvier 1910, fonction venue à terme le 26 avril 1911.

## Distinction
- Grand officier de l'ordre de la Couronne de chêne[3] (promotion 1894)